# مارگیری

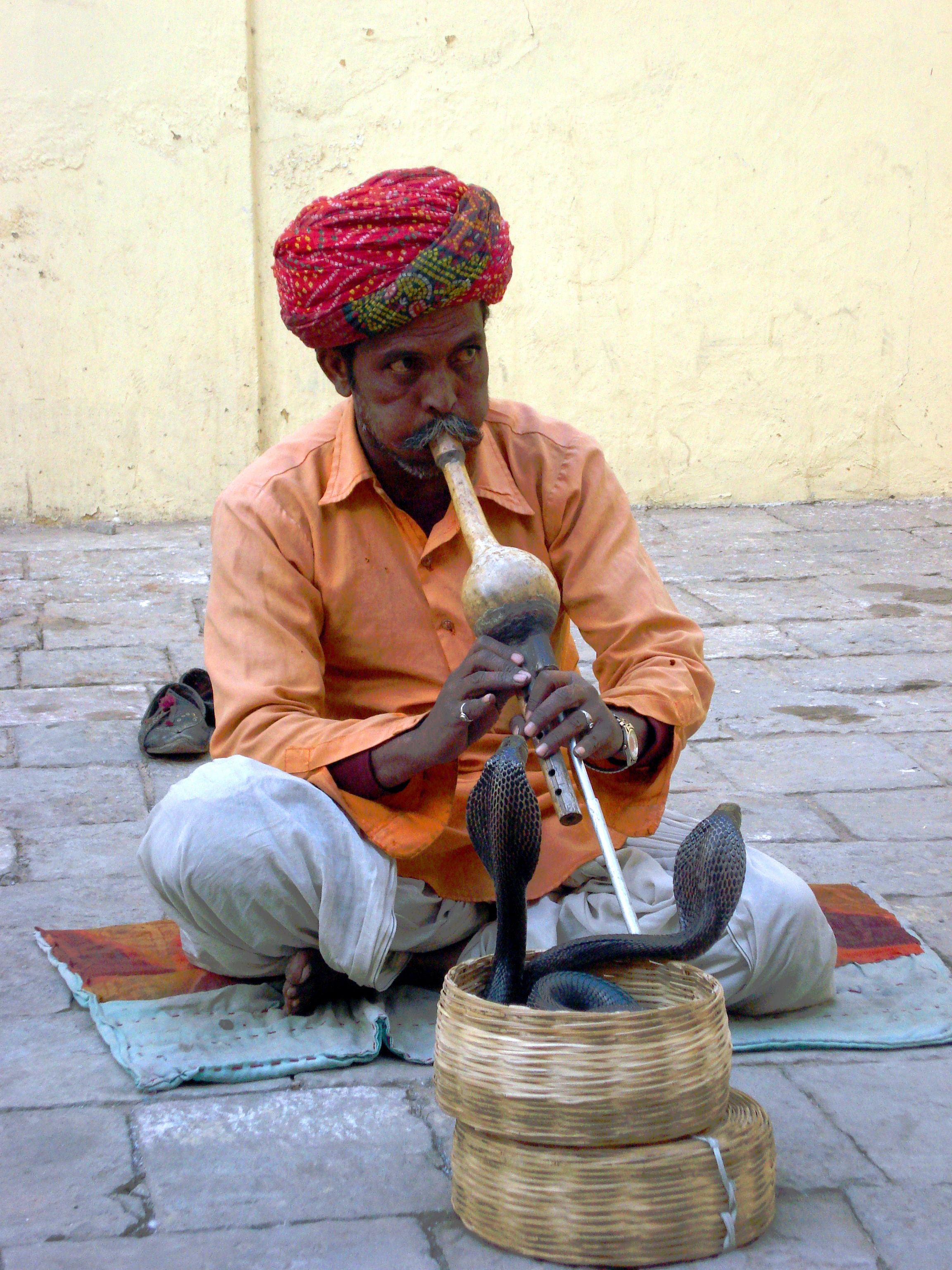
مارگیر در جیپور (هند) در سال ۲۰۰۸

مارگیری (به انگلیسی: Snake charming)، عملی است که با نواختن و تکان دادن ابزاری به نام پونگی، برای هیپنوتیزم یک مار (اغلب مار کبری) انجام می‌شود. یک نمایش معمولی همچنین ممکن است شامل دست‌زدن به مارها یا انجام سایر اعمال به ظاهر خطرناک، و همچنین دیگر موارد اصلی اجرای خیابانی، مانند شعبده‌بازی و ترفندبازی باشد. این عمل از لحاظ تاریخی پیشه برخی از افراد قبیله در هند بود، اما دیگر این‌طور نیست. اجراهای افسونگری مار هنوز در سایر کشورهای آسیایی مانند پاکستان اجرا می‌شود. بنگلادش، سریلانکا و کشورهای جنوب شرق آسیا مانند تایلند و مالزی نیز مانند کشورهای آفریقای شمالی مصر، مراکش و تونس، میزبان هنرمندان هستند.

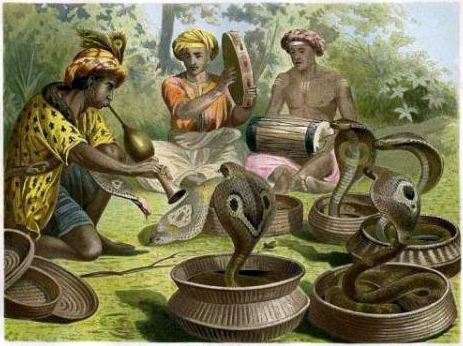
«مارگیرها»، کرومولیتوگرافی اثر آلفرد برهم